# توپیوو
توپیوو (به لهستانی:  Topiło) یک روستا در لهستان است که در گمینا خاینووکا واقع شده‌است. توپیوو ۱۰۰ نفر جمعیت دارد.